# 西恩富戈斯
西恩富戈斯（西班牙語：Cienfuegos）是古巴海岸南部的城市，是西恩富戈斯省的首府，距離哈瓦那250公里（155英哩），面積333平方公里（128.6平方英哩）。2004年人口為163,824 ，人口密度每平方公里492.0人。
西恩富戈斯是古巴主要港口之一，是砂糖、咖啡和煙草的貿易中心。

## 世界遺產
聯合國教科文組織於2005年將「西恩富戈斯古城（Urban Historic Centre of Cienfuegos）」列為世界文化遺產，座落於西恩富戈斯，被認為是19世紀早期，拉丁美洲殖民拓展的第一個、也是最傑出的典型城市，它體現了都市計畫中現代化、衛生和秩序的新觀念。

### 登録基準
该世界遗产被认为满足世界遺產登錄基準中的以下基準而予以登錄：
- （ii）在某期间或某种文化圈里对建筑、技术、纪念性艺术、城镇规划、景观设计之发展有巨大影响，促进人类价值的交流。
- （iv）关于呈现人类历史重要阶段的建筑类型，或者建筑及技术的组合，或者景观上的卓越典范。

## 外部連結
- Hotel Cienfuegos（页面存档备份，存于）
- Hotel Palacio Azul（页面存档备份，存于）